# 米格尔·洛佩斯·德莱加斯皮
米格尔·洛佩斯·德莱加斯皮（西班牙語：Miguel López de Legazpi，西班牙語發音：[miˈɣel ˈlopeθ ðe leˈɣaθpi]；1502年6月12日—1572年8月20日），也作黎牙实比、黎牙实备，西班牙巴斯克人探险家，建立了西班牙对菲律宾的统治。曾在美洲新西班牙总督辖区政府任职。1564年受新西班牙总督路易斯·德贝拉斯科的指派前往菲律宾拓殖。他率领5艘船从墨西哥海岸的阿卡普尔科出发，横渡太平洋，于1565年4月到达菲律宾群岛南部的宿务岛，在今宿务市建立第一个西班牙人居民点。后为第一任菲律宾总督（1565～1572）。1569年派远征队去吕宋岛。次年亲自出征，在吕宋废黜梅尼拉王國土王，兴建马尼拉城，该城成为西属东印度群岛的首府和西班牙在东亚的主要贸易港。德莱加斯皮统治菲律宾期间，两度挫败葡萄牙的攻击，镇压了菲律宾人组织不善的抵抗。
今菲律宾阿尔拜省首府黎牙实比市即以其姓氏命名。